# Stăpânul Inelelor: Întoarcerea Regelui (film)
The Lord of the Rings: The Return of the King este un film de fantezie din 2003 regizat de Peter Jackson. Acesta este ultimul film din trilogia Stăpânul Inelelor.